# Anoura fistulata
Anoura fistulata is een vleermuis uit Ecuador en Bolivia die in 2005 is beschreven.

## Kenmerken
Het is een middelgrote Anoura-soort (armlengte 35-40 mm). Hij heeft een verlengde buisachtige onderlip, die 3,3 tot 4,8 mm voor de bovenlip uitsteekt en een zeer lange tong van 6 tot 8 cm. De vlieghuid tussen de achterpoten is relatief breed en heeft een V-vorm, terwijl hij bij andere soorten smaller is en een U-vorm heeft. De staart is iets langer dan de vlieghuid.
De soortnaam, fistulata, is afgeleid van het Latijnse woord voor buis, fistula, en verwijst naar de karakteristieke buisachtige onderlip. Die onderlip is mogelijk zo ontwikkeld om effectiever nectar te eten of simpelweg om de lange tong op te bergen. De beschrijvers suggereren dat de soort tot nu toe onbekend was gebleven doordat zijn meest karakteristieke kenmerken - de lange lip en tong - meestal niet in taxonomische studies worden gebruikt en in museumexemplaren niet behouden blijven.

## Leefwijze
A. fistulata eet nectar en stuifmeel van allerlei planten, aangevuld met insecten. Op de huid van exemplaren van A. fistulata is stuifmeel gevonden van bromeliaden, en soorten van Marcgravia, Meriania, Centropogon nigricans en Markea. Onderzochte uitwerpselen bevatten stuifmeel van Marcgravia, Aphelandra acanthus en bromeliaden en resten van insecten. Het spijsverteringsstelsel van een ander exemplaar bevatte resten en stuifmeel van Pitcairnia brogniartiana, Marcgravia coriaceae en Markea.

## Verspreiding
De typelocatie is in de Condor Mirador (3°38'08"Z, 78*23'22"W, 1 750 m) in de Cordillera del Condor in de provincie Zamora Chinchipe in het uiterste zuidoosten van Ecuador. Hij is in totaal bekend van 10 locaties op een middelmatige hoogte in nevelwouden aan zowel de oost- als de westkant van de Andes van Ecuador, maar mogelijk komt hij ook in de aangrenzende delen van Peru en Colombia voor.
In 2015 werd hij ook in het Boliviaanse Madidi National Park waargenomen.